# Província de Vaca Díez

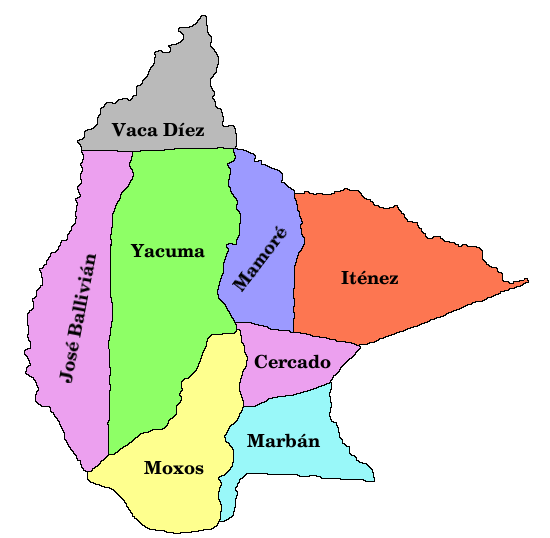
Les províncies del Departament de Beni

La província de Vaca Díez és una de les vuit províncies del Departament de Beni, a Bolívia. La seva capital és Riberalta.